# Caryotophora skiatophytoides
Caryotophora es un género monotípico de planta suculenta perteneciente a la familia Aizoaceae. Su única especie: Caryotophora skiatophytoides Leistner, es originaria de Sudáfrica.

## Descripción
Es una planta suculenta que alcanza un tamaño de 25 cm de altura en una altitud desde el nivel del mar hasta los 100 metros, en Sudáfrica.

## Taxonomía
Caryotophora fue descrito por  Leistner y publicado en L.Bolus, Notes Mesembrianthemum 3: 289 (1958). La especie tipo y única: Caryotophora skiatophytoides Leistn.